# I liga paragwajska w piłce nożnej (1996)
Mistrzem Paragwaju został klub Cerro Porteño, natomiast wicemistrzem Paragwaju – Club Guaraní.
Pierwszy raz w historii ligi paragwajskiej sezon podzielony został na dwa turnieje – Apertura i Clausura. Zwycięzcy obu turniejów mieli zmierzyć się o mistrzostwo kraju, a zwycięzca miał zdobyć tytuł mistrza, natomiast przegrany tytuł wicemistrza Paragwaju.
Do turniejów międzynarodowych zakwalifikowały się następujące kluby:
- Copa Libertadores 1997: Cerro Porteño, Club Guaraní
- Copa CONMEBOL 1997: Sportivo Luqueño

Do drugiej ligi spadł klub Humaitá Asunción. Na jego miejsce z drugiej ligi awansował klub Cerro Corá Asunción.

## Torneo Apertura 1996

### Apertura 1
| Mecz                                                     |
| -------------------------------------------------------- |
| Club Libertad – Club Sol de América 0:3                  |
| Club Olimpia – Club Guaraní 0:4                          |
| Club Presidente Hayes – Club Nacional 2:1                |
| Sportivo San Lorenzo – Humaitá Asunción 1:3              |
| Sport Colombia Fernando de la Mora – Tembetary Ypané 0:1 |
| Sportivo Luqueño – Cerro Porteño 2:3                     |

### Apertura 2
| Mecz                                                                 |
| -------------------------------------------------------------------- |
| Atlético Colegiales – Cerro Porteño 0:0, karne 2:4                   |
| Club Libertad – Club Olimpia 1:0                                     |
| Sportivo San Lorenzo – Club Presidente Hayes 3:1                     |
| Club Sol de América – Club Nacional 1:2                              |
| Sport Colombia Fernando de la Mora – Sportivo Luqueño 2:2, karne 4:1 |
| Tembetary Ypané – Club Guaraní 3:2                                   |

### Apertura 3
| Mecz                                                                 |
| -------------------------------------------------------------------- |
| Atlético Colegiales – Club Sol de América 2:0                        |
| Club Libertad – Club Nacional 1:0                                    |
| Club Olimpia – Sportivo Luqueño 2:1                                  |
| Club Presidente Hayes – Cerro Porteño 1:5                            |
| Sportivo San Lorenzo – Club Guaraní 2:3                              |
| Sport Colombia Fernando de la Mora – Humaitá Asunción 1:1, karne 3:4 |

### Apertura 4
| Mecz                                                              |
| ----------------------------------------------------------------- |
| Cerro Porteño – Sportivo San Lorenzo 1:0                          |
| Atlético Colegiales – Humaitá Asunción 1:1, karne 3:0             |
| Club Guaraní – Club Libertad 0:0, karne 4:2                       |
| Club Nacional – Sport Colombia Fernando de la Mora 2:2, karne 2:4 |
| Club Sol de América – Tembetary Ypané 2:4                         |
| Sportivo Luqueño – Club Presidente Hayes 4:2                      |

### Apertura 5
| Mecz                                                                                     |
| ---------------------------------------------------------------------------------------- |
| Atlético Colegiales – Club Nacional 3:1                                                  |
| Club Guaraní – Sport Colombia Fernando de la Mora 2:1 lub 1:2 wynik meczu nie jest pewny |
| Humaitá Asunción – Tembetary Ypané 3:4                                                   |
| Club Libertad – Cerro Porteño 1:1, karne 5:6                                             |
| Club Presidente Hayes – Club Olimpia 0:2                                                 |
| Sportivo San Lorenzo – Sportivo Luqueño 1:2                                              |

### Apertura 6
| Mecz                                                   |
| ------------------------------------------------------ |
| Cerro Porteño – Sport Colombia Fernando de la Mora 1:2 |
| Club Guaraní – Atlético Colegiales 6:1                 |
| Humaitá Asunción – Club Sol de América 1:1, karne 4:3  |
| Club Nacional – Tembetary Ypané 0:1                    |
| Club Olimpia – Sportivo San Lorenzo 3:0                |
| Sportivo Luqueño – Club Libertad 4:1                   |

### Apertura 7
| Mecz                                                         |
| ------------------------------------------------------------ |
| Cerro Porteño – Club Olimpia 1:2                             |
| Club Guaraní – Club Presidente Hayes 4:1                     |
| Humaitá Asunción – Club Libertad 0:1                         |
| Club Nacional – Sportivo San Lorenzo 2:1                     |
| Club Sol de América – Sport Colombia Fernando de la Mora 1:0 |
| Tembetary Ypané – Atlético Colegiales 0:1                    |

### Apertura 8
| Mecz                                                  |
| ----------------------------------------------------- |
| Cerro Porteño – Tembetary Ypané 1:1, karne 3:2        |
| Club Guaraní – Club Sol de América 2:2, karne 2:4     |
| Club Nacional – Humaitá Asunción 0:0, karne 4:5       |
| Club Olimpia – Sport Colombia Fernando de la Mora 3:1 |
| Club Presidente Hayes – Club Libertad 0:1             |
| Sportivo Luqueño – Atlético Colegiales 1:1, karne 0:3 |

### Apertura 9
| Mecz                                                           |
| -------------------------------------------------------------- |
| Atlético Colegiales – Club Olimpia 2:3                         |
| Club Guaraní – Humaitá Asunción 1:0                            |
| Club Libertad – Sportivo San Lorenzo 2:1                       |
| Club Sol de América – Cerro Porteño 1:1, karne 5:4             |
| Sport Colombia Fernando de la Mora – Club Presidente Hayes 1:3 |
| Tembetary Ypané – Sportivo Luqueño 2:4                         |

### Apertura 10
| Mecz                                                          |
| ------------------------------------------------------------- |
| Cerro Porteño – Humaitá Asunción 8:2                          |
| Club Guaraní – Club Nacional 3:3, karne 6:5                   |
| Club Olimpia – Tembetary Ypané 6:1                            |
| Club Presidente Hayes – Atlético Colegiales 1:1, karne 6:7    |
| Sportivo San Lorenzo – Sport Colombia Fernando de la Mora 2:3 |
| Sportivo Luqueño – Club Sol de América 2:1                    |

### Apertura 11
| Mecz                                                      |
| --------------------------------------------------------- |
| Atlético Colegiales – Sportivo San Lorenzo 1:1, karne 1:3 |
| Humaitá Asunción – Sportivo Luqueño 1:2                   |
| Club Nacional – Cerro Porteño 2:1                         |
| Club Sol de América – Club Olimpia 2:1                    |
| Sport Colombia Fernando de la Mora – Club Libertad 3:4    |
| Tembetary Ypané – Club Presidente Hayes 1:1, karne 3:2    |

### Apertura 12
| Mecz                                                       |
| ---------------------------------------------------------- |
| Club Guaraní – Cerro Porteño 0:2                           |
| Club Libertad – Atlético Colegiales 2:1                    |
| Club Olimpia – Humaitá Asunción 3:1                        |
| Club Presidente Hayes – Club Sol de América 1:1, karne 3:2 |
| Sportivo San Lorenzo – Tembetary Ypané 1:1, karne 1:3      |
| Sportivo Luqueño – Club Nacional 2:2, karne 2:4            |

### Apertura 13
| Mecz                                                         |
| ------------------------------------------------------------ |
| Atlético Colegiales – Sport Colombia Fernando de la Mora 1:0 |
| Club Guaraní – Sportivo Luqueño 3:1                          |
| Humaitá Asunción – Club Presidente Hayes 0:1                 |
| Club Nacional – Club Olimpia 1:4                             |
| Club Sol de América – Sportivo San Lorenzo 1:0               |
| Tembetary Ypané – Club Libertad 1:2                          |

### Tabela końcowa Apertura 1996
W przypadku remisów rozgrywano rzuty karne. Zwycięzca w rzutach karnych zdobywał 2 punkty, a przegrany – 1 punkt. W tabeli w kolumnie z remisami podane są remisy z wygranymi rzutami karnymi, a po ukośniku / remisy z przegranymi karnymi.
| Poz | Klub                               | Mecze | Zw | Rem | Por | Pkt | BrZd | BrStr |
| --- | ---------------------------------- | ----- | -- | --- | --- | --- | ---- | ----- |
| 1   | Club Libertad                      | 12    | 8  | 1/1 | 2   | 27  | 16   | 14    |
| 2   | Club Olimpia                       | 12    | 9  | 0/0 | 3   | 27  | 29   | 15    |
| 3   | Club Guaraní                       | 12    | 7  | 2/1 | 2   | 26  | 30   | 16    |
| 4   | Cerro Porteño                      | 12    | 5  | 2/2 | 3   | 21  | 25   | 14    |
| 5   | Sportivo Luqueño                   | 12    | 6  | 0/3 | 3   | 21  | 27   | 21    |
| 6   | Tembetary Ypané                    | 12    | 5  | 2/1 | 4   | 20  | 20   | 23    |
| 7   | Atlético Colegiales                | 12    | 4  | 3/2 | 3   | 20  | 15   | 16    |
| 8   | Club Sol de América                | 12    | 4  | 2/2 | 4   | 18  | 16   | 16    |
| 9   | Club Nacional                      | 12    | 3  | 1/3 | 5   | 14  | 16   | 21    |
| 10  | Club Presidente Hayes              | 12    | 3  | 1/2 | 6   | 13  | 14   | 24    |
| 11  | Sport Colombia Fernando de la Mora | 12    | 2  | 2/1 | 7   | 11  | 16   | 23    |
| 12  | Humaitá Asunción                   | 12    | 1  | 3/1 | 7   | 10  | 13   | 24    |
| 13  | Sportivo San Lorenzo               | 12    | 1  | 1/1 | 9   | 6   | 13   | 23    |

Ze względu na równa liczbę punktów konieczne było rozegranie meczów barazowych.
| Mecz barażowy o pierwsze miejsce |
| -------------------------------- |
| Club Olimpia – Club Libertad 0:1 |

| Mecz barażowy o czwarte miejsce                 |
| ----------------------------------------------- |
| Sportivo Luqueño – Cerro Porteño 0:0, karne 3:4 |

| Mecz barażowy o szóste miejsce                       |
| ---------------------------------------------------- |
| Tembetary Ypané – Atlético Colegiales 1:1, karne 4:2 |

Przed Liguillą czołowe 6 klubów otrzymało dodatkowe bonusy w zależności od zajętego miejsca – klub na pierwszym miejscu otrzymał 3 punkty, na drugim – 2,5 punktu, na trzecim – 2 punkty, czwarty – 1,5 punktu, piąty – 1 punkt i szósty – 0,5 punktu.

### Liguilla Apertura
| Mecze                                                                            |
| -------------------------------------------------------------------------------- |
| Club Olimpia – Club Guaraní 0:0, karne 4:2                                       |
| Tembetary Ypané – Club Sol de América 1:1, karne 3:2                             |
| Club Olimpia – Tembetary Ypané mecz wygrał klub Club Olimpia                     |
| Club Guaraní – Club Sol de América mecz wygrał klub Guaraní                      |
| Club Olimpia – Club Sol de América mecz remisowy, karne wygrał klub Club Olimpia |
| Club Guaraní – Tembetary Ypané mecz wygrał klub Club Guaraní                     |

| Mecze                                                              |
| ------------------------------------------------------------------ |
| Cerro Porteño – Club Libertad 1:0                                  |
| Sportivo Luqueño – Atlético Colegiales 4:2                         |
| Cerro Porteño – Atlético Colegiales mecz wygrał klub Cerro Porteño |
| Sportivo Luqueño – Club Libertad mecz wygrał klub Sportivo Luqueño |
| Cerro Porteño – Sportivo Luqueño mecz wygrał klub Cerro Porteño    |
| Club Libertad – Atlético Colegiales mecz wygrał klub Club Libertad |

W poniższych tabelach uwzględniono otrzymane wcześniej bonusy za pozycję w tabeli pierwszej fazy turnieju Apertura. W przypadku remisów rozgrywano rzuty karne. Zwycięzca w rzutach karnych zdobywał 2 punkty, a przegrany – 1 punkt. W tabelach w kolumnie z remisami podane są remisy z wygranymi rzutami karnymi, a po ukośniku / remisy z przegranymi karnymi.
| Poz | Klub                | Mecze | Zw | Rem | Por | Pkt | BrZd | BrStr |
| --- | ------------------- | ----- | -- | --- | --- | --- | ---- | ----- |
| 1   | Club Olimpia        | 3     | 1  | 2/0 | 0   | 9,5 | 8    | 2     |
| 2   | Club Guaraní        | 3     | 2  | 0/1 | 0   | 9   | 9    | 2     |
| 3   | Tembetary Ypané     | 3     | 0  | 1/0 | 2   | 2,5 | 3    | 13    |
| 4   | Club Sol de América | 3     | 0  | 0/2 | 1   | 2   | 3    | 6     |

| Poz | Klub                | Mecze | Zw | Rem | Por | Pkt  | BrZd | BrStr |
| --- | ------------------- | ----- | -- | --- | --- | ---- | ---- | ----- |
| 1   | Cerro Porteño       | 3     | 3  | 0/0 | 0   | 10,5 | 5    | 1     |
| 2   | Sportivo Luqueño    | 3     | 2  | 0/0 | 1   | 7    | 6    | 5     |
| 3   | Club Libertad       | 3     | 1  | 0/0 | 2   | 6    | 5    | 5     |
| 4   | Atlético Colegiales | 3     | 0  | 0/0 | 3   | 0    | 5    | 10    |

### 1/2 finału
| Data          | Mecz                                           |
| ------------- | ---------------------------------------------- |
| 14 lipca 1996 | Sportivo Luqueño – Club Olimpia 1:1, karne 3:2 |
| 14 lipca 1996 | Club Guaraní – Cerro Porteño 0:0, karne 4:3    |

### Finał
| Data          | Mecz                                           |
| ------------- | ---------------------------------------------- |
| 21 lipca 1996 | Club Guaraní – Sportivo Luqueño 2:2, karne 5:4 |

Zwycięzcą turnieju Apertura w roku 1996 został klub Club Guaraní.

## Torneo Clausura 1996

### Clausura 1
| Mecz                                                     |
| -------------------------------------------------------- |
| Cerro Porteño – Sportivo Luqueño 1:0                     |
| Club Guaraní – Club Olimpia 1:1, karne 2:3               |
| Club Nacional – Club Presidente Hayes 1:1, karne 3:4     |
| Humaitá Asunción – Sportivo San Lorenzo 1:1, karne 2:4   |
| Club Sol de América – Club Libertad 2:0                  |
| Tembetary Ypané – Sport Colombia Fernando de la Mora 0:3 |

### Clausura 2
| Mecz                                                      |
| --------------------------------------------------------- |
| Cerro Porteño – Atlético Colegiales 1:0                   |
| Club Olimpia – Club Libertad 3:2                          |
| Club Nacional – Club Sol de América 0:0                   |
| Club Guaraní – Tembetary Ypané 2:1                        |
| Sportivo Luqueño – Sport Colombia Fernando de la Mora 3:1 |
| Club Presidente Hayes – Sportivo San Lorenzo 3:1          |

### Clausura 3
| Mecz                                                   |
| ------------------------------------------------------ |
| Atlético Colegiales – Humaitá Asunción 4:1             |
| Club Libertad – Club Guaraní 1:3                       |
| Club Presidente Hayes – Sportivo Luqueño 3:1           |
| Sportivo San Lorenzo – Cerro Porteño 0:2               |
| Sport Colombia Fernando de la Mora – Club Nacional 1:0 |
| Tembetary Ypané – Club Sol de América 2:0              |

### Clausura 4
| Mecz                                                                 |
| -------------------------------------------------------------------- |
| Club Sol de América – Atlético Colegiales 1:0                        |
| Humaitá Asunción – Sport Colombia Fernando de la Mora 1:1, karne 1:4 |
| Club Nacional – Club Libertad 0:0, karne 2:4                         |
| Club Guaraní – Sportivo San Lorenzo 7:2                              |
| Cerro Porteño – Club Presidente Hayes 0:0, karne 7:6                 |
| Club Olimpia – Sportivo Luqueño 3:2                                  |

### Clausura 5
| Mecz                                                  |
| ----------------------------------------------------- |
| Club Libertad – Cerro Porteño 0:5                     |
| Club Olimpia – Club Presidente Hayes 4:0              |
| Club Guaraní – Sport Colombia Fernando de la Mora 1:0 |
| Sportivo Luqueño – Sportivo San Lorenzo 0:1           |
| Tembetary Ypané – Humaitá Asunción 2:2, karne 3:2     |
| Club Nacional – Atlético Colegiales 1:2               |

### Clausura 6
| Mecz |
| --- |
| Atlético Colegiales – Club Guaraní 1:1, karne 3:4                                                                 |
| Sportivo San Lorenzo – Club Olimpia 0:4                                                                           |
| Club Libertad – Sportivo Luqueño 2:0                                                                              |
| Tembetary Ypané – Club Nacional 0:0, karne 5:3                                                                    |
| Club Sol de América – Humaitá Asunción 4:1                                                                        |
| Sport Colombia Fernando de la Mora – Cerro Porteño 1:1 rzuty karne wygrał klub Sport Colombia Fernando de la Mora |

### Clausura 7
| Mecz                                                         |
| ------------------------------------------------------------ |
| Club Olimpia – Cerro Porteño 2:0                             |
| Club Presidente Hayes – Club Guaraní 0:1                     |
| Club Libertad – Humaitá Asunción 1:1, karne 2:0              |
| Atlético Colegiales – Tembetary Ypané 0:0, karne 3:2         |
| Sportivo San Lorenzo – Club Nacional 2:0                     |
| Sport Colombia Fernando de la Mora – Club Sol de América 1:0 |

### Clausura 8
| Mecz                                                             |
| ---------------------------------------------------------------- |
| Tembetary Ypané – Cerro Porteño 1:0                              |
| Sport Colombia Fernando de la Mora – Club Olimpia 3:3, karne 0:3 |
| Humaitá Asunción – Club Nacional 2:2, karne 3:5                  |
| Atlético Colegiales – Sportivo Luqueño 1:1, karne 4:3            |
| Club Libertad – Club Presidente Hayes 0:0, karne 3:1             |
| Club Sol de América – Club Guaraní 2:2, karne 3:1                |

### Clausura 9
| Mecz                                                                      |
| ------------------------------------------------------------------------- |
| Club Olimpia – Atlético Colegiales 2:0                                    |
| Club Guaraní – Humaitá Asunción 3:2                                       |
| Cerro Porteño – Club Sol de América 2:0                                   |
| Sportivo Luqueño – Tembetary Ypané 2:1                                    |
| Club Presidente Hayes – Sport Colombia Fernando de la Mora 0:0, karne 0:3 |
| Sportivo San Lorenzo – Club Libertad 1:2                                  |

### Clausura 10
| Mecz                                                          |
| ------------------------------------------------------------- |
| Humaitá Asunción – Cerro Porteño 0:1                          |
| Club Nacional – Club Guaraní 1:2                              |
| Sport Colombia Fernando de la Mora – Sportivo San Lorenzo 1:0 |
| Atlético Colegiales – Club Presidente Hayes 1:0               |
| Tembetary Ypané – Club Olimpia 1:1, karne 3:4                 |
| Club Sol de América – Sportivo Luqueño 1:0                    |

### Clausura 11
| Mecz                                                              |
| ----------------------------------------------------------------- |
| Cerro Porteño – Club Nacional 2:0                                 |
| Club Libertad – Sport Colombia Fernando de la Mora 1:1, karne 4:5 |
| Club Olimpia – Club Sol de América 3:2                            |
| Club Presidente Hayes – Tembetary Ypané 0:0, karne 3:2            |
| Sportivo San Lorenzo – Atlético Colegiales 2:3                    |
| Sportivo Luqueño – Humaitá Asunción 2:0                           |

### Clausura 12
| Mecz                                                                                    |
| --------------------------------------------------------------------------------------- |
| Club Guaraní – Cerro Porteño 0:0, karne 9:8                                             |
| Club Sol de América – Club Presidente Hayes 0:0, karne 4:5                              |
| Club Libertad – Atlético Colegiales 1:0                                                 |
| Club Nacional – Sportivo Luqueño 7:0                                                    |
| Club Olimpia – Humaitá Asunción 5:0                                                     |
| Tembetary Ypané – Sportivo San Lorenzo 1:1 rzuty karne wygrał klub Sportivo San Lorenzo |

### Clausura 13
| Mecz                                                                    |
| ----------------------------------------------------------------------- |
| Club Olimpia – Club Nacional 3:1                                        |
| Sportivo Luqueño – Club Guaraní 2:3                                     |
| Tembetary Ypané – Club Libertad 0:2                                     |
| Sport Colombia Fernando de la Mora – Atlético Colegiales 2:2, karne 3:2 |
| Sportivo San Lorenzo – Club Sol de América 0:2                          |
| Club Presidente Hayes – Humaitá Asunción 3:1                            |

### Tabela końcowa Clausura 1996
W przypadku remisów rozgrywano rzuty karne. Zwycięzca w rzutach karnych zdobywał 2 punkty, a przegrany – 1 punkt. W tabeli w kolumnie z remisami podane są remisy z wygranymi rzutami karnymi, a po ukośniku / remisy z przegranymi karnymi.
| Poz | Klub                               | Mecze | Zw | Rem | Por | Pkt | BrZd | BrStr |
| --- | ---------------------------------- | ----- | -- | --- | --- | --- | ---- | ----- |
| 1   | Club Olimpia                       | 12    | 9  | 3/0 | 0   | 33  | 34   | 12    |
| 2   | Club Guaraní                       | 12    | 8  | 2/2 | 0   | 30  | 26   | 13    |
| 3   | Cerro Porteño                      | 12    | 7  | 1/2 | 2   | 25  | 15   | 4     |
| 4   | Sport Colombia Fernando de la Mora | 12    | 4  | 5/1 | 2   | 23  | 15   | 12    |
| 5   | Club Sol de América                | 12    | 5  | 1/2 | 4   | 19  | 15   | 11    |
| 6   | Club Libertad                      | 12    | 4  | 3/1 | 4   | 19  | 12   | 16    |
| 7   | Atlético Colegiales                | 12    | 4  | 2/2 | 4   | 18  | 14   | 14    |
| 8   | Club Presidente Hayes              | 12    | 3  | 3/3 | 3   | 18  | 10   | 10    |
| 9   | Tembetary Ypané                    | 12    | 2  | 2/4 | 4   | 14  | 9    | 13    |
| 10  | Club Nacional                      | 12    | 1  | 2/3 | 6   | 10  | 13   | 15    |
| 11  | Sportivo Luqueño                   | 12    | 3  | 0/1 | 8   | 10  | 13   | 24    |
| 12  | Sportivo San Lorenzo               | 12    | 2  | 2/0 | 8   | 10  | 11   | 26    |
| 13  | Humaitá Asunción                   | 12    | 0  | 0/5 | 7   | 5   | 12   | 29    |

Przed Liguillą czołowe 6 klubów otrzymało dodatkowe bonusy w zależności od zajętego miejsca – klub na pierwszym miejscu otrzymał 3 punkty, na drugim – 2,5 punktu, na trzecim – 2 punkty, czwarty – 1,5 punktu, piąty – 1 punkt i szósty – 0,5 punktu.

### Liguilla Clausura
| Mecz                                                                                    |
| --------------------------------------------------------------------------------------- |
| Club Olimpia – Club Libertad 4:2                                                        |
| Sport Colombia Fernando de la Mora – Atlético Colegiales 1:0                            |
| Club Guaraní – Cerro Porteño 2:2 rzuty karne wygrał klub Club Guaraní                   |
| Club Presidente Hayes – Club Sol de América 3:2                                         |
| Club Olimpia – Atlético Colegiales 5:1                                                  |
| Club Libertad – Sport Colombia Fernando de la Mora 1:0                                  |
| Club Sol de América – Cerro Porteño 2:2, karne 5:4                                      |
| Club Guaraní – Club Presidente Hayes 1:0                                                |
| Club Libertad – Atlético Colegiales 4:1                                                 |
| Sport Colombia Fernando de la Mora – Club Olimpia 1:0                                   |
| Club Sol de América – Club Guaraní 2:2, karne 3:4                                       |
| Cerro Porteño – Club Presidente Hayes 1:1 rzuty karne wygrał klub Club Presidente Hayes |

W poniższych tabelach uwzględniono otrzymane wcześniej bonusy za pozycję w tabeli pierwszej fazy turnieju Clausura. W przypadku remisów rozgrywano rzuty karne. Zwycięzca w rzutach karnych zdobywał 2 punkty, a przegrany – 1 punkt. W tabelach w kolumnie z remisami podane są remisy z wygranymi rzutami karnymi, a po ukośniku / remisy z przegranymi karnymi.
| Poz | Klub                               | Mecze | Zw | Rem | Por | Pkt | BrZd | BrStr |
| --- | ---------------------------------- | ----- | -- | --- | --- | --- | ---- | ----- |
| 1   | Club Olimpia                       | 3     | 2  | 0/0 | 1   | 9   | 9    | 4     |
| 2   | Sport Colombia Fernando de la Mora | 3     | 2  | 0/0 | 1   | 7,5 | 2    | 1     |
| 3   | Club Libertad                      | 3     | 2  | 0/0 | 1   | 6,5 | 7    | 5     |
| 4   | Atlético Colegiales                | 3     | 0  | 0/0 | 3   | 0   | 2    | 10    |

| Poz | Klub                  | Mecze | Zw | Rem | Por | Pkt | BrZd | BrStr |
| --- | --------------------- | ----- | -- | --- | --- | --- | ---- | ----- |
| 1   | Club Guaraní          | 3     | 1  | 2/0 | 0   | 9,5 | 5    | 4     |
| 2   | Cerro Porteño         | 3     | 0  | 2/1 | 0   | 7   | 5    | 5     |
| 3   | Club Presidente Hayes | 3     | 1  | 0/1 | 1   | 4   | 4    | 4     |
| 4   | Club Sol de América   | 3     | 0  | 0/2 | 1   | 3   | 6    | 7     |

### 1/2 finału
| Mecz                                                                       |
| -------------------------------------------------------------------------- |
| Cerro Porteño – Club Olimpia 3:0                                           |
| Club Guaraní – Sport Colombia Fernando de la Mora wygrał klub Club Guaraní |

### Finał
| Mecz                             |
| -------------------------------- |
| Club Guaraní – Cerro Porteño 0:1 |

Zwycięzcą turnieju Clausura w roku 1996 został klub Cerro Porteño.

## Campeonato Paraguay 1996
O tytuł mistrza Paragwaju zmierzył się mistrz turnieju Apertura klub Club Guaraní z mistrzem turnieju Clausura klubem Cerro Porteño.
| Mecz                             |
| -------------------------------- |
| Club Guaraní – Cerro Porteño 2:1 |
| Cerro Porteño – Club Guaraní 5:1 |

Mistrzem Paragwaju w roku 1996 został klub Cerro Porteño.

## Sumaryczna tabela sezonu 1996
Połączenie fazy ligowej turnieju Apertura oraz fazy ligowej turnieju Clausura. W przypadku remisów rozgrywano rzuty karne. Zwycięzca w rzutach karnych zdobywał 2 punkty, a przegrany – 1 punkt. W tabeli w kolumnie z remisami podane są remisy z wygranymi rzutami karnymi, a po ukośniku / remisy z przegranymi karnymi.
| Poz | Klub                               | Mecze | Zw | Rem | Por | Pkt | BrZd | BrStr |
| --- | ---------------------------------- | ----- | -- | --- | --- | --- | ---- | ----- |
| 1   | Club Olimpia                       | 24    | 18 | 3/0 | 3   | 60  | 63   | 27    |
| 2   | Club Guaraní                       | 24    | 15 | 4/3 | 2   | 56  | 56   | 29    |
| 3   | Cerro Porteño                      | 24    | 12 | 3/4 | 5   | 46  | 40   | 18    |
| 4   | Club Libertad                      | 24    | 12 | 4/2 | 6   | 46  | 28   | 30    |
| 5   | Atlético Colegiales                | 24    | 8  | 5/4 | 7   | 38  | 29   | 30    |
| 6   | Club Sol de América                | 24    | 9  | 3/4 | 8   | 37  | 31   | 27    |
| 7   | Sport Colombia Fernando de la Mora | 24    | 6  | 7/2 | 9   | 34  | 31   | 35    |
| 8   | Tembetary Ypané                    | 24    | 7  | 4/5 | 8   | 34  | 29   | 36    |
| 9   | Sportivo Luqueño                   | 24    | 9  | 0/4 | 11  | 31  | 40   | 45    |
| 10  | Club Presidente Hayes              | 24    | 6  | 4/5 | 9   | 31  | 24   | 34    |
| 11  | Club Nacional                      | 24    | 4  | 3/6 | 11  | 24  | 29   | 36    |
| 12  | Sportivo San Lorenzo               | 24    | 3  | 3/1 | 17  | 16  | 24   | 49    |
| 13  | Humaitá Asunción                   | 24    | 1  | 3/6 | 14  | 15  | 25   | 53    |